# Lelu (Insel)
Lelu, früher auch Lele, ist eine pazifische Insel im Archipel der Karolinen.

## Geographie
Mit knapp einem Quadratkilometer Landfläche ist sie die zweitgrößte Insel des Bundesstaats Kosrae, des östlichsten Gliedstaats der Föderierten Staaten von Mikronesien.
Eine genaue aktuelle Bevölkerungszahl ist nicht bekannt, da die Insel keine separate Gemeinde darstellt, sondern weite Teile des angrenzenden Festlandes der Hauptinsel Kosrae u. a. mit dem Ort Tofol zur Gemeinde Lelu gehören. Zuletzt wurde 1980 eine separate Einwohnerzahl für die Insel ausgewiesen. Dies waren 1594 Einwohner (von 1995 für die Gemeinde und 5491 für Kosrae insgesamt einschließlich Lelu) (zum Vergleich 1970: 1267 von 1650 bzw. 3266). Der Bevölkerungsanteil der Insel am Gesamtstaat von damals 29 Prozent (1970: 39 Prozent) hat sich jedoch verringert, weil die Insel Kosrae mehr Platz für das Bevölkerungswachstum hatte (7686 für den Bundesstaat Kosrae im Jahr 2000) als die vergleichsweise übervölkerte Insel Lelu. Im Vergleich dazu dürfte die Bevölkerung der Insel Lelu seit 1980 kaum noch gestiegen sein.
Lelu liegt in einer Bucht weniger als 500 Meter östlich der Insel Kosrae. Die Insel befindet sich innerhalb des Saumriffs, das die Insel Kosrae umgibt. Dieses öffnet sich im Süden der Insel zum Lelu Harbor (Molsron Lelu).
Lelu ist 1,5 Kilometer lang und bis zu 700 Meter breit. Der flache Westteil der Insel ist besiedelt, der Ostteil kaum, dafür aber dicht bewaldet und hügelig. Höchster Punkt der Insel ist der Finol Poro (Mount Fenkofuru) im Osten, mit einer Höhe von 110 Metern.
Die Insel ist über einen 650 Meter langen künstlichen Fahrdamm mit der Nordostküste der Insel Kosrae verbunden.
Hauptort von Lelu ist Lelu Village an der Nordwestküste. Etwa 80 Meter nordöstlich liegt das unbewohnte Eiland Yen Yen, und knapp 400 Meter nördlich das noch kleinere Eiland Yenasr.

## Verwaltung
Die Insel Lelu zählt zur gleichnamigen kosraeischen Gemeinde Lelu. Zu dieser Gemeinde gehören auch große Teile im Osten der Insel Kosrae (mit einer Gemeindefläche von insgesamt 21,5 km²), insbesondere der Ort Tofol, die Hauptstadt des Bundesstaats Kosrae.

## Geschichte
1970 war die Insel noch ein separater Verwaltungsbezirk innerhalb von Kosrae (damals eine Gemeinde des Distriktes Ponape, heute Bundesstaat Pohnpei). Der östliche Teil der Insel Kosrae, der seit der Gemeindegliederung zur Gemeinde Lelu gehört, war damals als Distrikt Yepen bekannt (heute das Gebiet um den Ortsteil Tofol).
Lelu war traditionell für Jahrhunderte Zentrum für die benachbarte Hauptinsel Kosrae. Davon zeugen Ruinen aus dem Jahr 1400, als die Bewohner von Lelu die Hauptinsel eroberten und politisch vereinigten. Die Ruinenstadt beherbergt große  Megalithbauten aus Basalt und diente als Ritualzentrum und Wohnstätte der politisch-religiösen Elite.